# Bataille de Davis' Cross Roads
Guerre de Sécession
Batailles
Campagne de Chickamauga
- Seconde bataille de Chattanooga
- Bataille de Davis' Cross Roads
- Bataille de Chickamauga

La bataille de Davis' Cross Roads, également connue sous le nom de bataille de Dug Gap (en français "bataille du fossé creusé" ou "bataille du trou creusé"), fut livrée les 10 et 11 septembre 1863 dans le nord-ouest de la Géorgie et fait partie intégrante de la campagne de Chickamauga durant la guerre de Sécession. Ce fut davantage une série de manœuvres et d'escarmouches qu'une réelle bataille. De plus, les pertes furent négligeables.

## Contexte
Durant les premières phases de la campagne, l'armée du Cumberland, sous les ordres du général de division de l'Union William Starke Rosecrans, contraignit l'armée du Tennessee et son commandant, le général Braxton Bragg, à évacuer la ville de Chattanooga. Rosecrans envoya trois corps sur trois différentes routes vers le nord-ouest de la Géorgie. Le XIVe corps, sous les ordres du général de division George Henry Thomas fut mis en marche sur la route centre et avança jusqu'à la frontière de Trenton en Géorgie, puis se prépara à poursuivre Bragg et son armée en s'orientant vers LaFayette. Cette ville était en effet le lieu où se situaient les hommes de Bragg. À cause de fausses informations et de peu de lucidité, Rosecrans était convaincu que Bragg était trop démoralisé pour combattre et que de ce fait il allait surement faire retraite plus loin vers le sud, sur la cité de Dalton. Mais quand Bragg réalisa que les forces unionistes avaient été scindées en trois corps et donc étaient plus vulnérables, il projeta de lancer une attaque sur Thomas et ses hommes pour ainsi contrer son avancée et le vaincre.

## La bataille

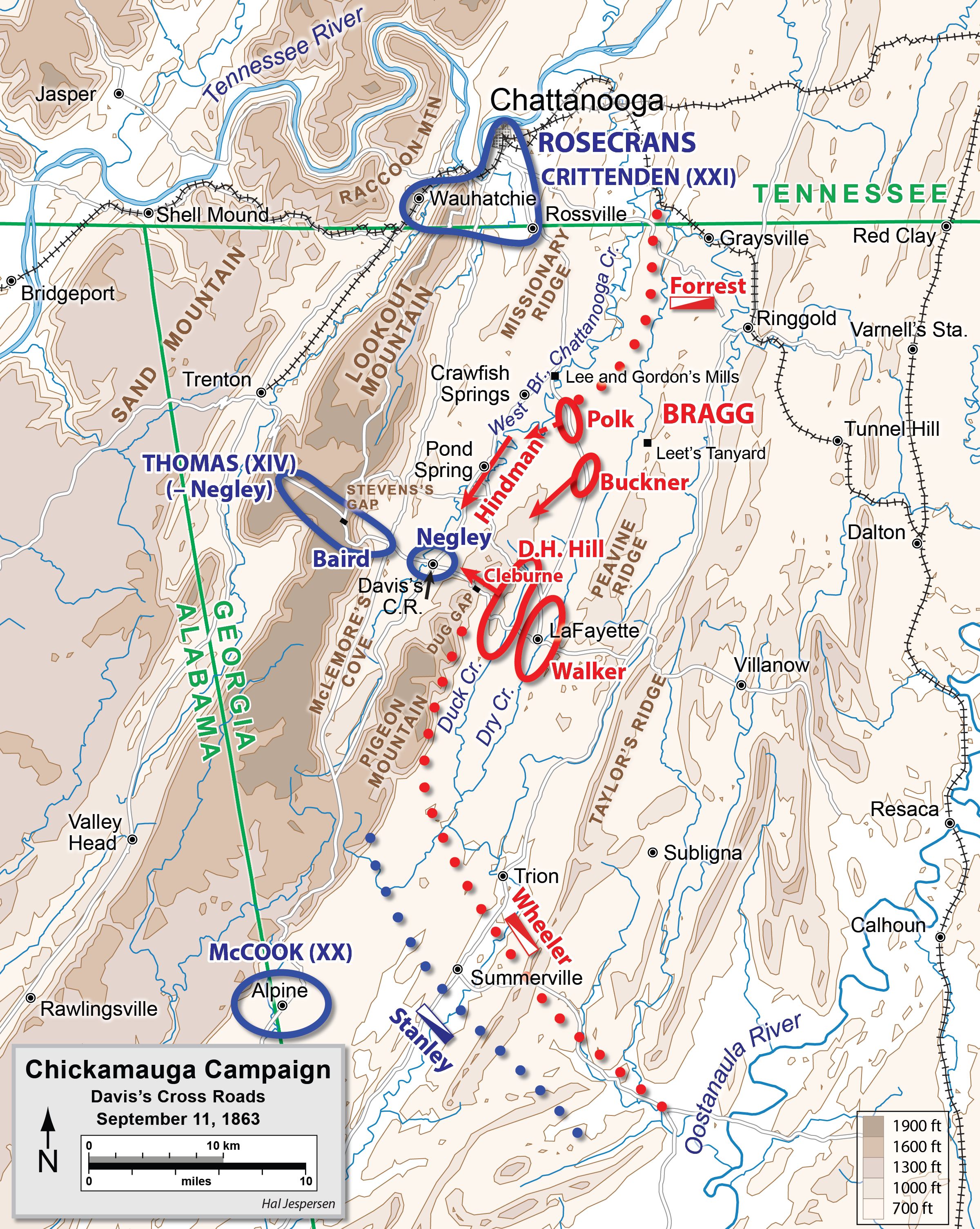
La situation militaire le 11 septembre 1863.
Confédérés
Union

## Conséquences
Après avoir manqué dans son attaque contre l'un des corps isolé de L'Union, Bragg tourna son attention sur l'autre corps situé au nord de sa position, le XXIe sous le commandement du général de division Thomas Leonidas Crittenden, marquant ainsi le début de la sanglante bataille de Chickamauga le 19 septembre 1863.

## Sources
- (en) Cet article est partiellement ou en totalité issu de l’article de Wikipédia en anglais intitulé « Battle of Davis's Cross Roads » (voir la liste des auteurs).